# Stephanolepis
Genre
Stephanolepis est un genre de poissons tetraodontiformes, de la famille des Monacanthidae.

## Liste d'espèces
Selon FishBase (21 avril 2014) et World Register of Marine Species (21 avril 2014) :
- Stephanolepis auratus (Castelnau, 1861)
- Stephanolepis cirrhifer (Temminck & Schlegel, 1850)
- Stephanolepis diaspros Fraser-Brunner, 1940
- Stephanolepis hispidus (Linnaeus, 1766)
- Stephanolepis setifer (Bennett, 1831)

ITIS (21 avril 2014) y ajoute l'espèce Stephanolepis insignis Fraser-Brunner, 1940.

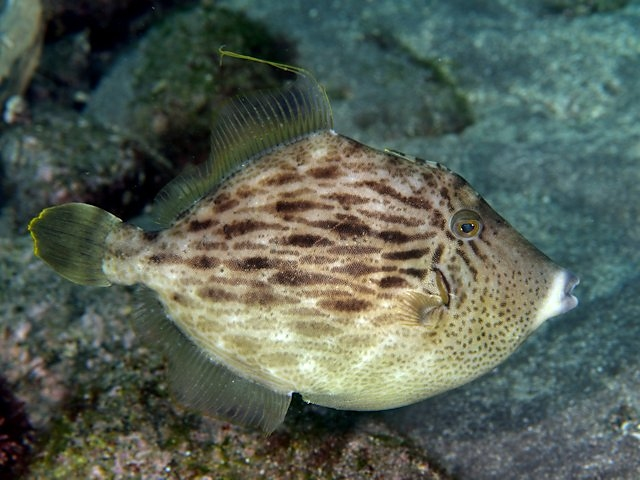
Stephanolepis cirrhifer
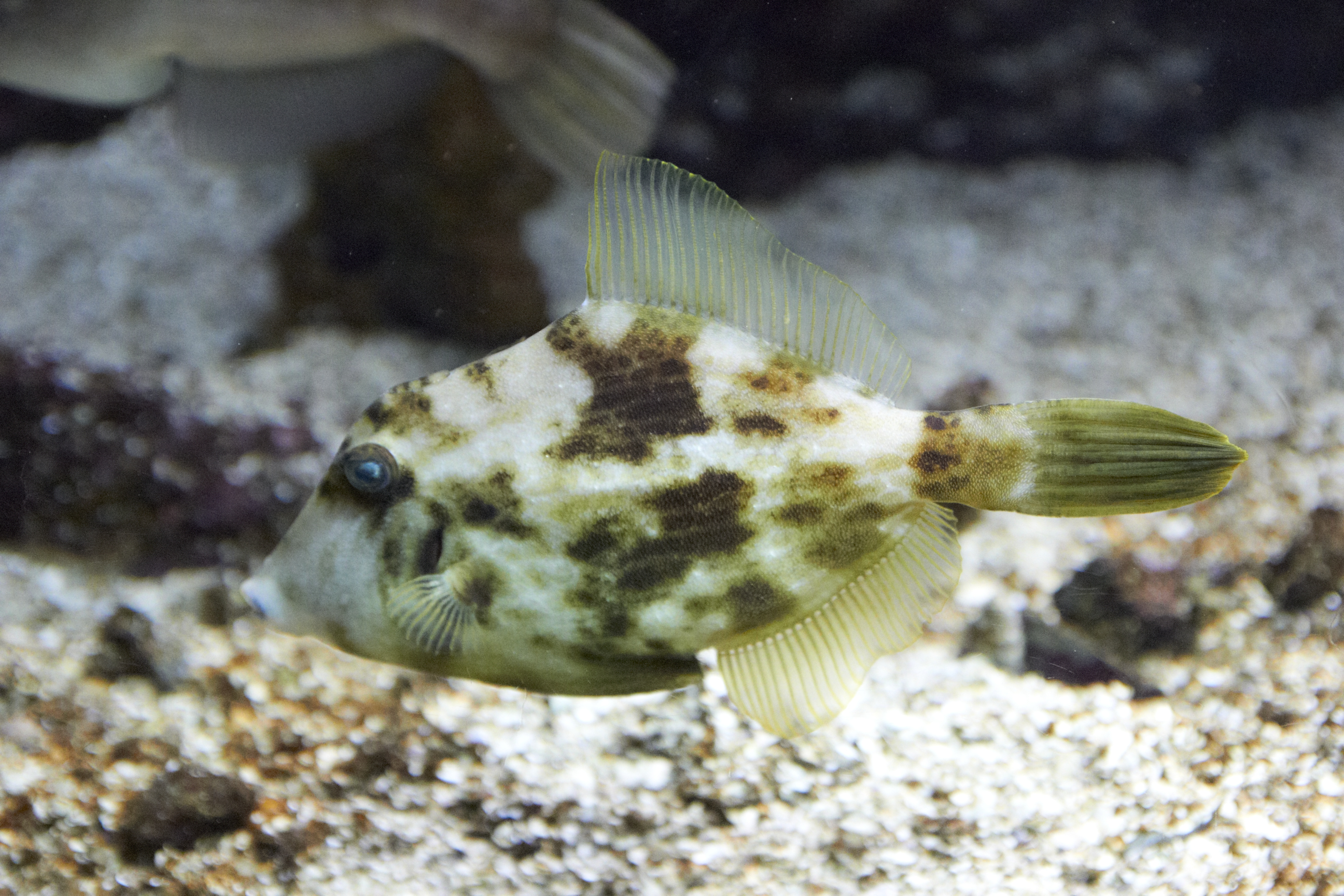
Stephanolepis diaspros (jeune)
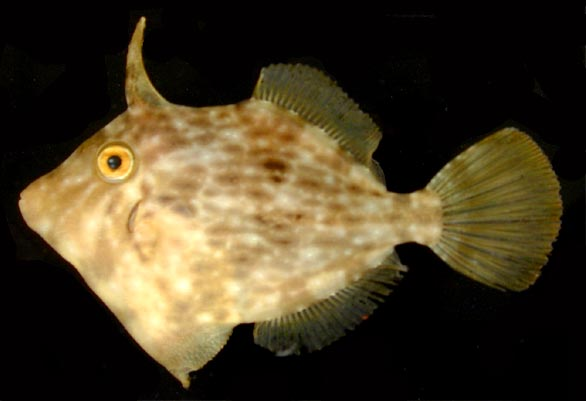
Stephanolepis hispidus
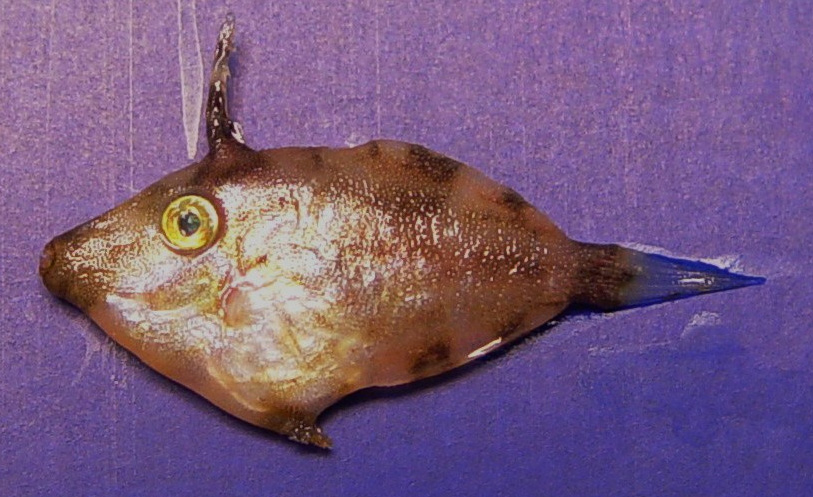
Stephanolepis setifer